# Вилијам Валас
Вилијам Валас (око 1270 — 23. август 1305), транскрибовано Волас (према изговору  или ), био је шкотски витез и војсковођа, који је предводио отпор енглеској окупацији Шкотске током периода Ратова за шкотску независност. Заједно са Ендруом Маријем поразио је енглеску војску код Стерлиншког моста и добио надимак Заштитник Шкотске. На том месту је остао све до пораза код Фалкирка. Након неколико година скривања, ухваћен је у Робројсону код Глазгова и предат енглеском крају Едварду I, који га је погубио због издаје.
Због свог отпора енглеској круни, временом је у Шкотској стекао статус народног хероја. По његовом лику је снимљен филм „Храбро срце“ са Мелом Гибсоном у улози Вилијама Валаса.

## Историја

### Порекло
По народном предању, Валас је потицао из велшке земљорадничке породице, за разлику од његовог земљака Роберта Бруса, који је пореклом био из високог племства.
По једним изворима, рођен је 1272, а по другим 1276. . Имао је два ујака који су били свештеници и који су га научили француски и латински језик.

### Шкотска у Валасово време
У време Валасовог рођења краљ Александар III Шкотски владао је већ двадесет година. Тај период владавине обележен је миром и економском стабилношћу. Краљ Александар III Шкотски је успешно одолевао енглеским захтевима да призна вазалство Шкотске. Умро је 1286. након пада с коња. Није имао живе деце, па су шкотски племићи прогласили његову четворогодишњу унуку Маргарету Шкотску краљицом Шкотске. Пошто је била малолетна, створена је влада да влада до њеног пунолетства. Краљ Едвард I искориштава шкотску политичку нестабилност, па склапа договор са шкотским племством, по коме се Маргарета Шкотска заручује за сина енглеског краља. По договору Шкотска би требало да задржи статус одвојеног краљевства. Међутим, Маргарета је оболела и умрла је са 8 година (1290) на путу у Норвешку. Одмах су се појавили бројни претенденти на шкотски престо.
Шкотској је претио династички рат, па су племићи позвали енглеског краља Едварда I да арбитрира. Едвард I је захтевао да најпре њега признају врховним господарем Шкотске. После почетног отпора, сви сем Џона Бејлиола и Роберта Бруса Петог, прихватају Едвардов предуслов. Новембра 1292. на великом феудалном суду пресуда је донесена у корист Џона Бејлиола, чији је захтев имао најјаче упориште у закону.
Исход велике пресуде је био поштен и легалан, али Едвард I је наставио да користи добијене политичке концесије да би умањио независност Шкотске. Позиција новог шкотског краља Џона Бејлиола постала је тешка, па је Бејлиол прекршио обећање и одбио да се поклони Едварду марта 1296. Едвард I је одговорио нападом крајем марта 1296. на шкотски погранични град. Побио је готово све шкотске побуњенике, чак и оне који су отишли кућама. Шкоти су изгубили и у бици код Данбара, а крајем јула Џон Бејлиол је био присиљен да абдицира. Формално поклоњење Едварду I у августу 1296. извршило је око 2.000 шкотских племића. Претходно је уклоњен шкотски камен, на коме су крунисани сви шкотски краљеви.

## Војна каријера

### Борба против Енглеза
Валасов отац је убијен у бици 1291. и тако је посејано семе мржње према страној окупацији Шкотске. Валас је у једном сукобу убио неколико војника и за њим је била издана потерница. Наставио је са нападима и појединачном осветом. После тога његова група побуњеника је остварила победе у мањим окршајима.
Побуњеници и њихови јатаци су претрпели тежак психолошки ударац кад је шкотско племство прихватило енглеске захтеве.
Валас је са побуњеницима нападао типичном герилском тактиком „удри и бежи“. Ослободио је многе градове, као Абердин, Перт, Глазгов, Данди и све земље северно од Форта. Валас је имао подршку свога ујака, који је био шериф Ершира.
Енглески краљ Едвард I одлучује јуна 1297. да елиминише већину савета барона округа Ер, а слично да учини и у суседном округу. Вилијам Валас је стигао прекасно да спаси шкотске племиће. Валас је напао цели енглески гарнизон у Еру, затворио га и запалио побивши све енглеске војнике унутар гарнизона. Када је стигла вест да су Енглези убили неке шкотске племиће побуњенички покрет је ојачао. Герилски рат се претворио у отворени рат.

### Битка код Стерлинг Бриџа
Валас је постигао победу 11. септембра 1297. у бици код Стерлинг Бриџа. Иако је Енглеза било много више Шкоти су под вођством Вилијама Валаса и Ендруа Марија до ногу поразили енглеску професионалну војску.
Око 300 енглески коњаника и 10.000 пешака је прешло на северну страну реке. Постојао је узак мост, који је спречавао да прелази велики број војника. Шкоти нису кретали у напад док није половина Енглеза прешла на њихову страну реке. Енлези су тада почели трпети велике губитке, па су се почели повлачити преко моста, који се услед велике тежине срушио. Много енглеских војника се при томе подавило, а велики број је страдао на шкотској страни реке.
Ендру Мари је умро од последица рањавања три месеца након битке. Вилијам Крофорд је са 400 оклопљених коњаника завршио акцију протерујући Енглезе из Шкотске. После битке Роберт Брус је одликовао Вилијама Валаса и именовао га вођом шкотске војске. Волас добија титулу сера.
Шест месеци после битке Валас напада и само енглеско тло. Напао је Јорк, очисто целу околину и опседао град. Циљ је био да се покаже да су Шкоти у стању да Енглеској наносе ударце и на њеном тлу.

### Битка код Фалкерка
Енглези поново врше инвазију Шкотске 1. априла 1298. Заузели су неколико замкова и харали су по околини, али Валас није улазио у отворену битку са њима. Шкоти су прихватили да се код њих води политика спржене земље, а Енглезима је мањкало снабдевања и хране, па је опао морал енглеске војске. Коначно долази до битке код Фалкерка.
Валас је своје копљанике поставио у 4 кружне јежасте формације, окружене одбрамбеним зидом од зашиљених кочева. Енглези су напали коњицом изазивајући катастрофу у редовима шкотских стрелаца. Шкотски витезови су се повукли, па су Енглези нападали јежасте формације.
По свој прилици енглески стрелци су створили рупе у јежастим формацијама и Енглези су сломили преостали отпор. Шкоти су изгубили јако много војника. Волас је успио побећи, али његов углед је био битно нарушен. У бици је убијен Џон Грејам, који је био други у ланцу шкотског командовања. Према једном извештају Валас је током борбе убио мајстора енглеских темплара.
После пораза у бици код Фалкерка Вилијам Валас је пре септембра 1298. дао оставку на место команданта шкотске војске. Заједнички заповедници постају Роберт Брус и Џон Камин. Џон Камин је био рођак Џона Бејлиола и био је непријатељ Роберта Бруса. Брус се 1302. помирио са енглеским краљем Едвардом I.
Вилијам Валас је отишао крајем 1298. на двор француског краља Филипа IV Лепог, да тражи помоћ у шкотском рату за независност. Док су путовали у Француској напао их је чувени пират Ричард Лонговил. Валас га је успио заробити и предао га је у Паризу француском краљу. Шкоти су успели да наговоре француског краља да даде пирату слободу, неопходну да изазива проблеме енглеској флоти.
Валас је служио у шкотској гарди у Француској и победио је Енглезе у две битке. Одлазио је и у Рим да тражи подршку за Шкотску. Враћа се 1303. у Шкотску, заједно са својим људима. Вративши се у Шкотску једва је избегао заробљавање од стране Енглеза.

### Валасово заробљавање и смрт
Валас је избегавао заробљавање све до 5. августа 1305, када га је шкотски витез лојалан Енглезима издао и предао енглеским војницима близу Глазгова. Одведен је у Лондон и суђен је у Вестминстерској палати, где је крунисан венцем од храста, што је значило да је краљ изопштених од закона. На оптужбе је одговарао да он никад није био енглески поданик, па не може ни бити издајник Енглеске.
Након пресуде Валаса су 23. августа 1305. голог вукли коњи по једном тргу у Лондону. Био је удављен и рашчеречен. Најпре је био задављен, па пуштен, затим је кастриран, одсечена му глава и након тога је рашчеречен. Глава му је била набодена на врх Лондонског моста. Његови други делови тела су били посебно приказивани по другим градовима.